# Božena Benešová
Božena Benešová (30 de novembre de 1873, Nový Jičin-8 d'abril de 1936, Praga) fou una escriptora txeca. Filla d'advocat, va viure la infància i la joventut a Napajedla, a prop de Uherské Hradiště. Es casà amb Josef Beneš, treballador del ferrocarril. A la ciutat de Frenštát, als peus dels Beskydy, conegué l'escriptora Růžena Svobodová, que li va oferir la seva amistat, formació literària d'estil impressionista i va contribuir a mitigar la seva timidesa. El 1908 es trasllada a Praga. Escriu les obres Verše věrné i proradné de 1909, Tři providky de 1914 i Don Pablo, don Pedro a Věra Lukášová, obra adaptada per a teatre i cinema en mans del director E. F. Burian, en què l'escriptora afronta els problemes de la infància i pubertat. Amb la força vital de Růžena Svobodová va escriure l'obra Clověk ('L'home') de 1919 i 1920. Poques hores després d'acabar-lo va morir la seva gran amiga Růžena. Posteriorment va escriure la trilogia El cop, Flames subterrànies i Arc de Sant Martí tràgic. D'aquesta trilogia, la més interessant és la primera part, Úder ('El cop'), en què narra la moral que es vivia a Bohèmia i Moràvia durant la Primera Guerra mundial de 1914-1918. El seu realisme fa pensar que la figura de Slávek, protagonista patriòtic masculí, està relacionat amb el periodista txec Kotek, mort el setembre de 1914.